# Mark Lorenz

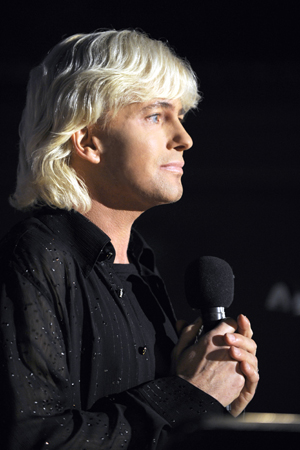
Mark Lorenz (2009)

Mark Lorenz (* 22. Oktober 1965 in Fürth; eigentlich Bernd Marco Loritz) ist ein deutscher Schlagersänger.

## Leben
Mark Lorenz absolvierte zunächst eine Ausbildung als Einzelhandelskaufmann und erhielt dann eine zweijährige klassische Gesangsausbildung bei der Opernsängerin Maria Richter. Seine ersten Studioaufnahmen  vermittelte sein erster Manager Günther W. Kliem. 1986 wurde Günther Behrle bei einem Auftritt auf ihn aufmerksam und er erhielt einen Plattenvertrag unter dem Künstlernamen Mark Lorenz. Er nahm das Lied Alles Gute Amigo auf. Danach folgte Meine erste große Liebe und mit Nimm den Ring und die Rosen von mir wurde er bundesweit bekannt.
1990 gewann Mark Lorenz mit dem Titel Sehnsucht nach Geborgenheit beim ersten gesamtdeutschen Musikfestival in Dresden den „Goldenen Rathausmann“.
1993 schickte ihn der Bayerische Rundfunk zum internationalen Song-Festival nach Opatija, wo er mit dem Titel Die Blumen des Friedens den zweiten Platz für Deutschland belegte. 1995 erhielt er eine Auszeichnung bei der Musikantenparade.
2000 schrieb Ralph Siegel für ihn die beiden Titel Ich pass ein bisschen für dich auf, und Nur die Liebe zählt. Lorenz arbeitete mit  Komponisten und Textern wie Hermann und Alfons Weindorf, Uve Schikora, Rudi Büttner und Günther-Eric Thöner zusammen.
Seit 2001 arbeitet er mit den Produzenten Werner Schüler und Norbert Bayerlein zusammen.
2010 wurde Mark Lorenz in der großen Prunksitzung der Nürnberger Trichter Karnevalsgesellschaft der „goldene Nürnberger Trichter“ verliehen. Die Laudatio hielt der ehemalige Bayerische Ministerpräsident Günther Beckstein.
2016 erschien in Zusammenarbeit mit der Schriftstellerin und Malerin Doris Kresse seine Biografie Jammere nicht singe.
2021 bekam Mark Lorenz die Auszeichnung „Kulturpreis des Bayernbund“ als Anerkennung seiner 35-jährigen Bühnentätigkeit und in Würdigung seines besonderen Einsatzes für Heimat, Kunst und Kultur vom Bezirksvorsitzenden Thomas Blösel in Anwesenheit des Bayerischen Ministerpräsidenten a. D. Herrn Günther Beckstein und der Landtagsabgeordneten Frau Petra Guttenberger verliehen.

## Diskografie

### Alben
- 1994: Ein Lied nur für die Liebe
- 1995: Gefühle
- 1997: Du fehlst mir
- 2000: Filmschlager
- 2002: Welthits
- 2003: The best Of Mark Lorenz
- 2003: Weihnachtsalbum Weihnachtsharmonie
- 2004: Gestern und Heute
- 2005: Internationale Hits
- 2006: Anfang und Ziel
- 2006: DVD Mark Lorenz – Meine schönsten Lieder
- 2009: Augenblicke
- 2010: Lebenslieder
- 2011: Glanzlichter
- 2014: Bleibe bei mir
- 2016: Dein Ti amo
- 2018: Unvergessliche Hits
- 2019: Zeitlos
- 2021: Du bist nie allein im Leben
- 2019: Sanduhr des Lebens (Gemeinsames Album mit Andy Maine)
- 2022: Halt mich fest

### Singles
- 1976: Komm In Meinen Traum
- 1979: Willst Du Reich Sein
- 1984: Ein Zigeuner Verlässt Seine Heimat
- 1984: Du Schwarzer Zigeuner
- 1984: Lüge Nicht
- 1986: Alles gute Amigo
- 1987: Meine erste große Liebe
- 1988: Nimm den Ring und die Rosen von mir
- 1990: Sehnsucht nach Geborgenheit
- 1991: Mein Japanese Girl
- 1992: Es kommt der Sommer jedes Jahr
- 1993: Die Blumen des Friedens
- 1994: Lady Romantica
- 1994: Ein Lächeln aus Liebe
- 1995: Ich hätt dich gerne mal verführt
- 1996: Dort wo der Sommer den Winter verbringt
- 1997: Insel der Zeit
- 1998: Hautnah
- 1999: Das glaubt mir keiner
- 2000: Nur die Liebe zählt,
- 2000: Ich paß ein bißchen auf dich auf
- 2001: Hab ich dich heute schon geküsst
- 2002: Weil ich dich liebe
- 2002: Dann werden wir uns wiederseh´n
- 2003: Du bist da
- 2004: In der Hitze der Nacht
- 2005: Zurück nach Rhodos
- 2005: Im Himmel sind noch Zimmer frei
- 2006: Deine Küsse
- 2007: Wie die Sonne
- 2008: Wenn ich dich seh´
- 2008: Einen Engel läßt man nie geh'n
- 2008: Das kann doch kein Zufall sein
- 2009: Sag nicht gleich wieder Goodbye
- 2010: Ich schick mein Herz auf die Reise
- 2011: Liebe ist wie ein herrlicher Song
- 2012: Du klaust mir einfach so mein Herz
- 2016: Dein Ti amo
- 2018: Liebe ist wie ein herrlicher Song (Duett mit Cindy Berger)
- 2019: Einmal mit Dir
- 2021: Ich tanze unterm Regenbogen
- 2021: Ich wär gern nochmal 17
- 2023: Wenn der letzte Vorhang fällt
- 2024: Heut‘ ist vieles sehr amerikanisch